# MBС Mykolaiv
El MBC Mykolaiv es un equipo de baloncesto ucraniano con sede en la ciudad de Mykolaiv, que compite en la Superliga de Baloncesto de Ucrania, la primera división del baloncesto ucraniano.

## Posiciones en liga
| Temporada | Nivel | Liga      | Pos. | Copa de Ucrania  | Competiciones europeas | Competiciones europeas |
| --------- | ----- | --------- | ---- | ---------------- | ---------------------- | ---------------------- |
| 2008–09   | 1     | SuperLiga | 5º   |                  | 3 EuroChallenge        | QR                     |
| 2009–10   | 1     | SuperLiga | 9º   |                  |                        |                        |
| 2010–11   | 1     | SuperLiga | 5º   |                  |                        |                        |
| 2011–12   | 1     | SuperLiga | 12º  |                  |                        |                        |
| 2012–13   | 1     | SuperLiga | 10º  |                  |                        |                        |
| 2013–14   | 1     | SuperLiga | 7º   |                  |                        |                        |
| 2014–15   | 1     | SuperLiga | 7º   | Cuartofinalista  |                        |                        |
| 2015–16   | 1     | SuperLiga | 5º   | Cuartofinalista  |                        |                        |
| 2016–17   | 1     | SuperLiga | 7º   | Cuartofinalista  |                        |                        |
| 2017–18   | 1     | SuperLiga | 4º   | Octavos de final |                        |                        |
| 2018–19   | 1     | SuperLiga | 5º   | Cuartofinalista  |                        |                        |

## Palmarés
- Semifinales Copa de Ucrania (2006), (2013)
- Semifinales Superliga de Baloncesto de Ucrania (2003)
- Subcampeón Superliga de Baloncesto de Ucrania (1992)

## Jugadores Célebres
- Sergiy Gladyr